# Совет Севера

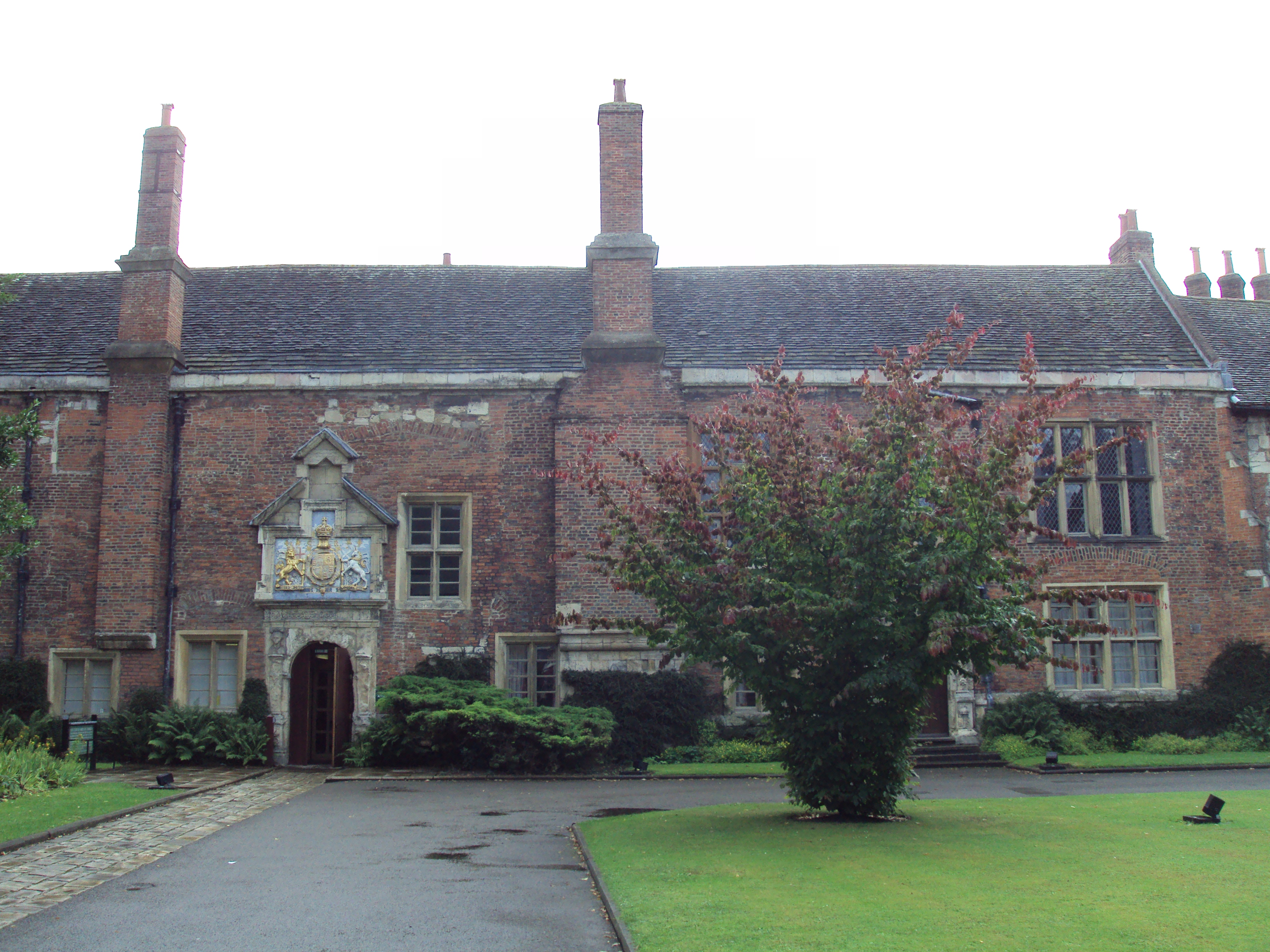
Кингз-Манор, Йорк — место заседаний Совета Севера с момента его возрождения до 1641 года

Совет Севера — административный орган, созданный в 1472 году королём Англии Эдуардом IV, первым монархом из династии Йорков, для обеспечения правительственного контроля и экономического процветания Северной Англии. Брат Эдуарда Ричард, герцог Глостерский (впоследствии Ричард III), был его первым лорд-президентом.
Совет на протяжении всей своей истории располагался в Йоркшире: сначала в замках Шериф-Хаттон и Сандал, а затем в Кингз-Манор, Йорк. Генрих VIII восстановил Совет после Реформации в Англии, когда север стал ассоциироваться с Римско-католической церковью. Он был распущен в начале Гражданской войны в Англии.

## Создание
Совет был учрежден в 1472 году королём Англии Эдуардом IV Йорком. Его главные резиденции были в замках Шериф-Хаттон и Сандал. Он предназначался для осуществления Королевского правосудия в северных частях Англии, включающих Йоркшир, Ланкашир, Камберленд, Уэстморленд, Дарем и Нортамберленд. Ричард назначил в Совет группу местных сторонников короля. Когда Ричард сам стал королём, Совет продолжил работу под номинальным руководством его сына Эдуарда Миддлгемского. После смерти Эдуарда в 1484 году Ричард передал его в руки своего нового преемника Джона де Ла Поля, графа Линкольна, который был наместником в Йоркшире.
После смерти Ричарда совет был восстановлен Генрихом VII Тюдором в 1489 году, его номинально возглавил сын короля, принц Артур. После ранней смерти Артура в 1502 году он собирался от случая к случаю для решения неотложных вопросов. Большей частью севером управляла мать короля Маргарита Бофорт через совет, собиравшийся в Средней Англии.

## Возрождение
Совет был возрождён Генрихом VIII в 1537 году после периода, когда север управлялся менее официальным советом под председательством его незаконнорожденного сына Генри Фицроя. Побудительным толчком для воссоздания Совета оказалось сопротивление Реформации.
После роспуска монастырей и отделения церкви Англии от Рима на севере Англии поднялось возмущение. Большинство людей оставались здесь верными сторонниками Римско-католической церкви и глубоко страдали от перемен. Народ восстал в Йорке, собравшись в 30-тысячную повстанческую католическую армию, несущую кресты и знамёна с изображением Святых Ран Христа; это выступление получило название Благодатное паломничество.
Восставшим пообещали, что они будут помилованы, а в Йорке соберется парламент для обсуждения их требований, и они, уверенные, что монастыри вскоре будут открыты, разошлись по домам. Однако, когда мятежники рассеялись, Генрих велел арестовать предводителей, и 200 участников беспорядков были казнены. После этого Совет был реорганизован в 1538 году при президенте Роберте Холгейте. Было установлено, что каждый год будет проходить 4 заседания совета: в Йорке, Дареме, Ньюкасле и Халле.
После закрытия монастыря св. Марии (Йорк) дом аббата, удержанный королём за собой, был официально передан Совету в 1539 году. Здание теперь называется Кингз-Манор (King’s Manor — Королевское Поместье).

## Упразднение
В 1620 году Томас Уэнтуорт произнес в совете знаменитую речь, в которой он настаивал на «праве короля» как основе общественного порядка: «краеугольный камень, который венчает свод управления государством». Тем не менее, к 1640 году совет воспринимался уже не как агент централизованной королевской власти на севере, но как потенциальный центр сопротивления. Эдуард Хайд предложил распустить совет. В 1641 году Долгий парламент упразднил Совет по причинам, связанным с Реформацией: Совет был оплотом католической оппозиции.

## Список президентов Совета Севера
- Ричард Плантагенет, герцог Глостер 1472—1483[8]
- Джон де ла Поль, 1-й граф Линкольн 1483—1485
- Кутберт Тунсталл, епископ Дарема 1530—1533
- Генри Перси, 6-й граф Нортумберленд 1533—1536
- Говард, Томас, 3-й герцог Норфолк 1536—1537
- Кутберт Тунсталл, епископ Дарема 1537—1538
- Роберт Холгейт, епископ Лландафа 1538—1540
- Фрэнсис Толбот, 5-й граф Шрусбери 1549—1560
- Генри Маннерс, 2-й граф Ратленд 1561—1563
- Амброуз Дадли, 3-й граф Уорик 1564
- Томас Янг, архиепископ Йоркский[англ.] 1564—1568
- Томас Радклифф, 3-й граф Сассекс 1568—1572
- Генри Гастингс, 3-й граф Хантингдон 1572—1595
- Мэттью Хаттон[англ.], епископ Дарема и архиепископ Йоркский 1596—1599
- Томас Сесил, лорд Бёрли 1599—1603
- Эдмунд Шеффилд, 3-й барон Шеффилд 1603—1619
- Эмануэль Скруп, 1-й граф Сандерленд 1619—1628
- Томас Уэнтуорт, 1-й граф Страффорд 1628—1641